# Simon-François Allouveau de Montréal
Simon-François Prosper Allouveau de Montréal (Saint-Jouvent, 14 september 1792 - La Croisille-sur-Briance, 17 januari 1873) was een Frans generaal en politicus ten tijde van het Tweede Franse Keizerrijk.

## Biografie
Allouveau de Montréal studeerde aan de militaire school École Spéciale Militaire de Saint-Cyr. In 1840 werd hij kolonel, om in 1848 brigadegeneraal te worden. In 1852 promoveerde hij vervolgens tot divisiegeneraal.
Op 9 juni 1857 werd Allouveau de Montréal door keizer Napoleon III benoemd tot senator. Hij zou in de Senaat blijven zetelen tot de afkondiging van de Derde Franse Republiek op 4 september 1870.
Hij werd in 1853 onderscheiden als grootofficier in het Legioen van Eer.